# Bosse Rappne
Bo Elof "Bosse" Rappne, född 8 juli 1962 i Solna, är en svensk trädgårdsmästare och tv-personlighet. 

## Biografi
Rappne är född och uppvuxen på Ulriksdal i Solna där föräldrarna drev Slottsträdgården Ulriksdal från 1953. 1985 tog han själv över tillsammans med sin mor och utvecklade trädgården till dagens företag och är än idag bosatt i ett hus i slottsträdgården. Han figurerar även i TV-program och är främst känd för sin mångåriga medverkan som trädgårdsmästare i Äntligen hemma i TV4. Han förespråkar en ekologisk och hållbar odling.
Rappne är självlärd vad gäller trädgårdsskötsel och är i grunden snickare.
Han har även gett ut flera böcker om trädgårdsskötsel, bland annat Grönskande rum från 2003 och Bosses bästa från 2004. 2013 medverkade han i matlagningsboken Slottsträdgården Ulriksdal – mat och njutning från trädgårdscaféet.

## Slottsträdgården Ulriksdal

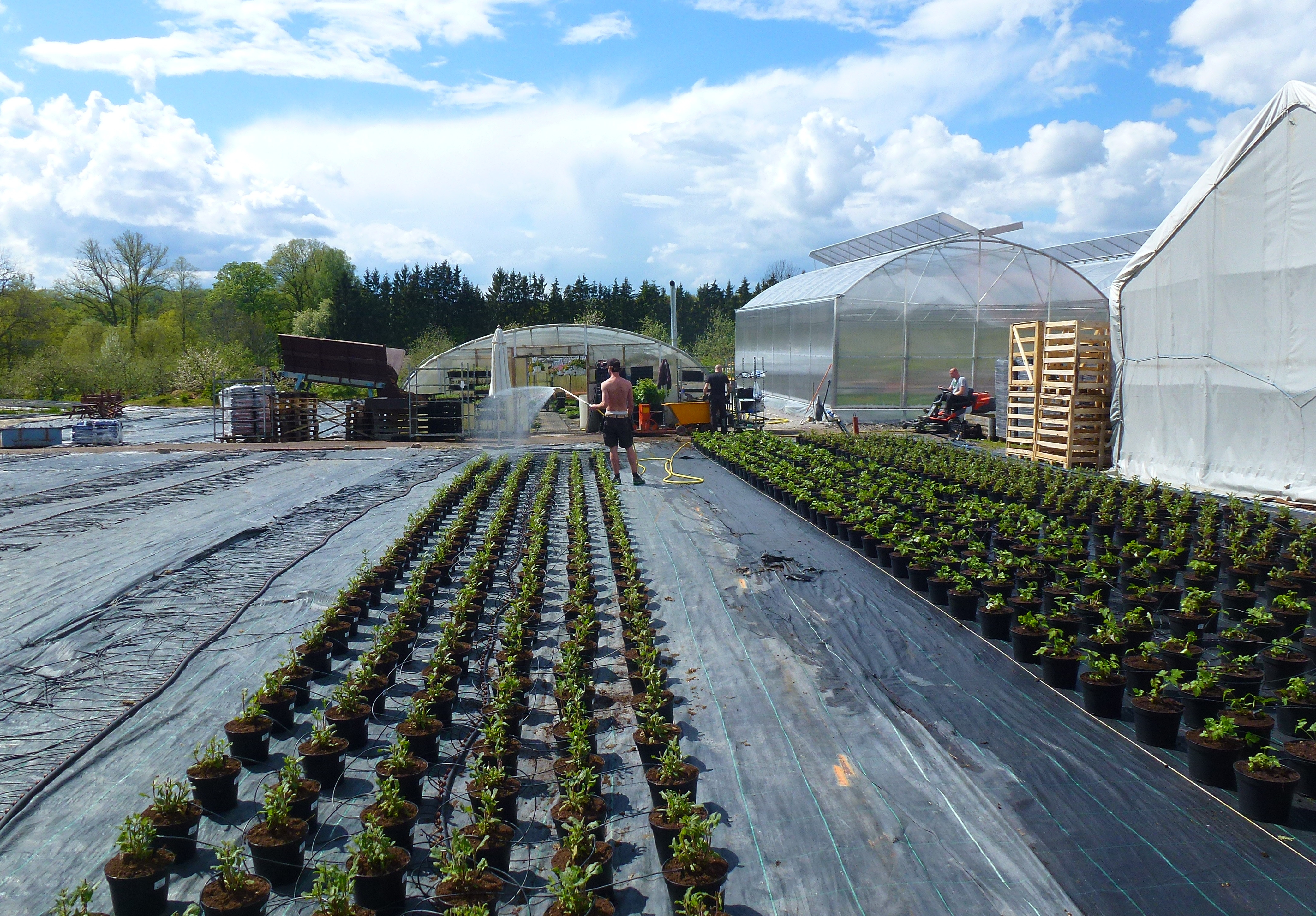
Frilandodling
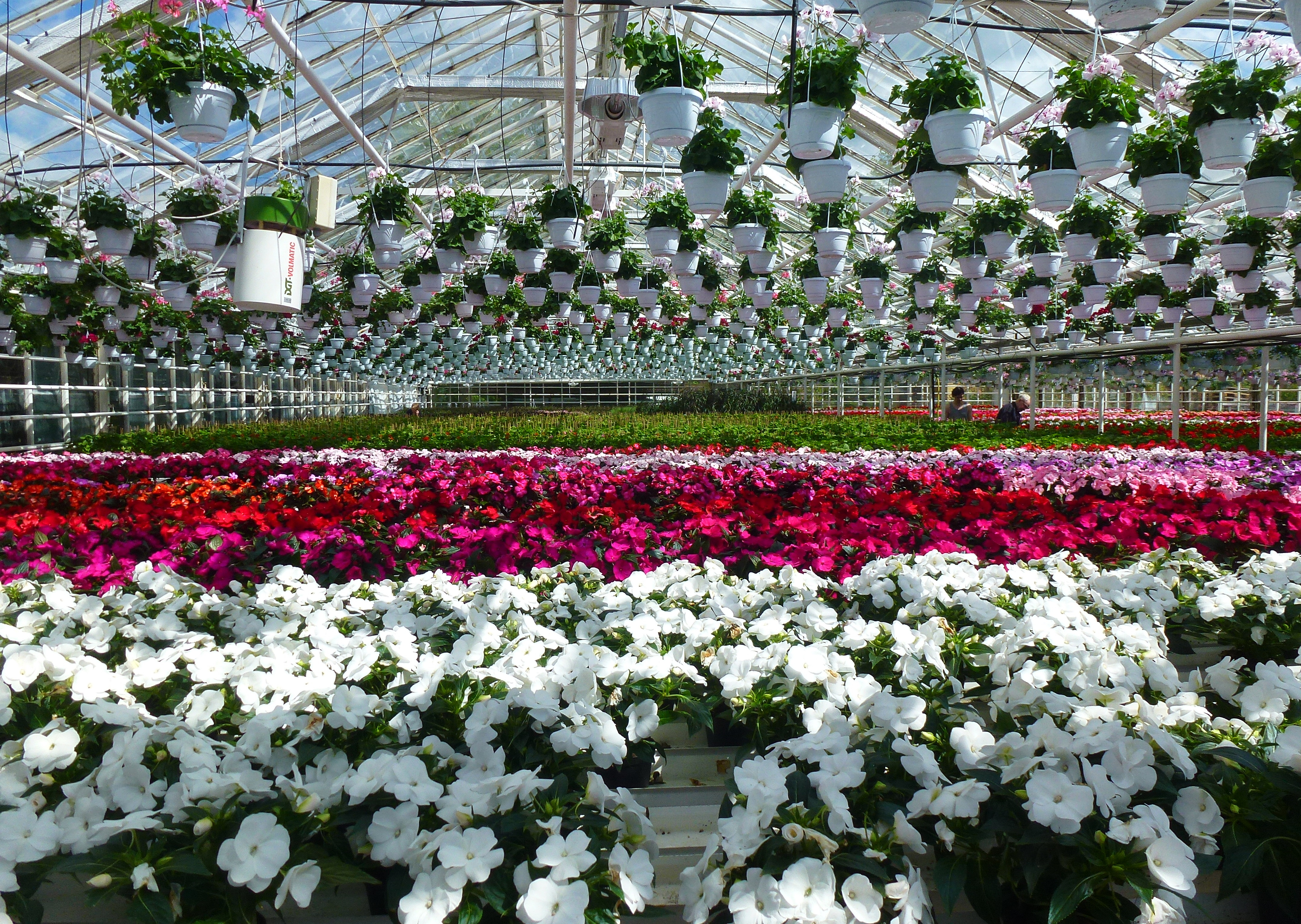
Växthusodling
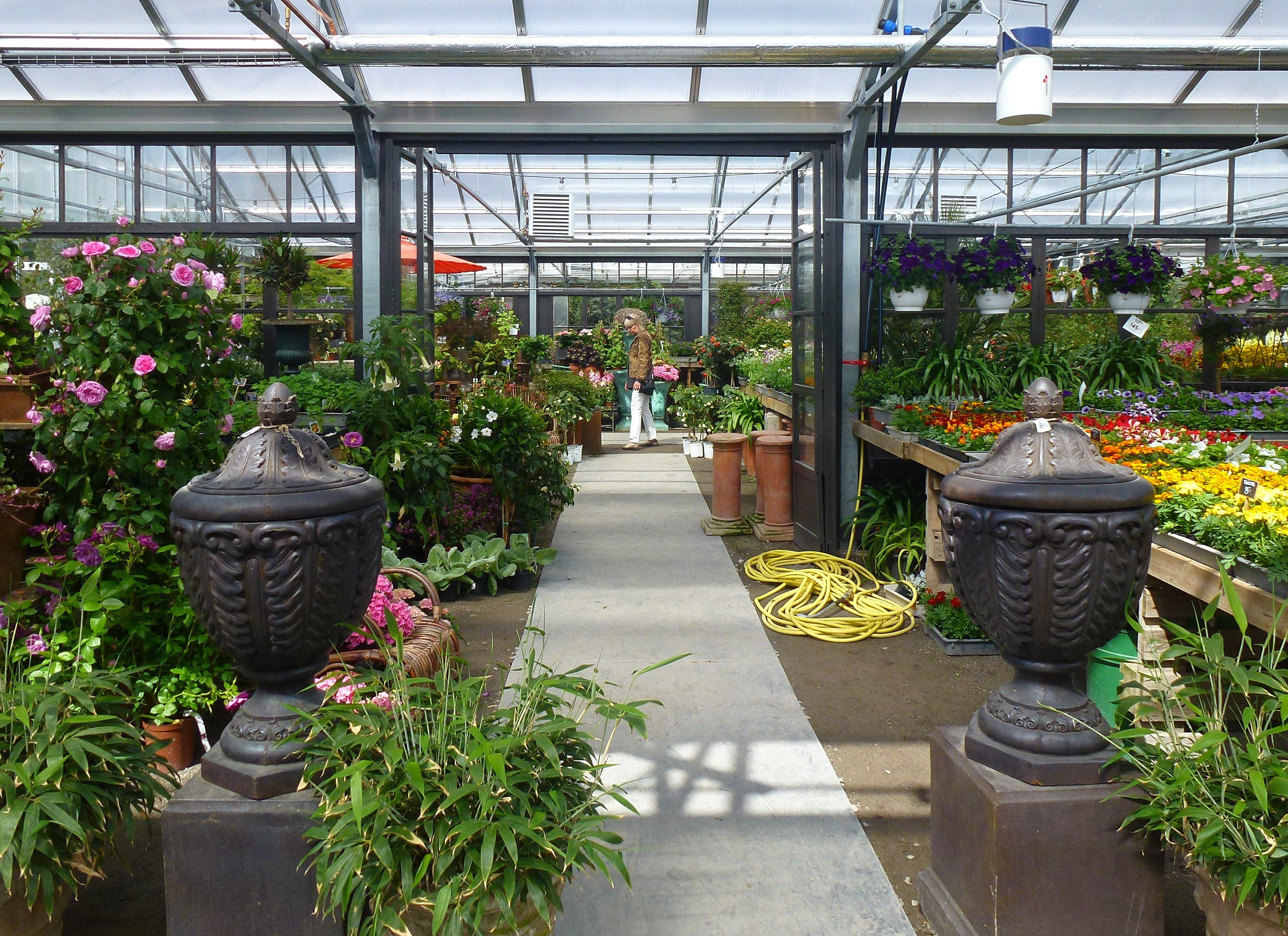
Försäljning